# (437806) 2015 DK29
(437806) 2015 DK29 es un asteroide perteneciente al cinturón de asteroides, descubierto el 4 de octubre de 2000 por el equipo Spacewatch desde el Observatorio Nacional de Kitt Peak (Arizona, Estados Unidos).